# Andrea Mitrovic
Andrea Mitrovic, född 3 juni 1999 är en volleybollspelare (vänsterspiker).
Mitrovic spelar med Kanadas landslag och har med dem deltagit i VM 2022. Efter att ha spelat med universitetslagen Buffalo Bulls och Arizona State Sun Devils (som student vid University of Buffalo respektive Arizona State University) har hon sedan 2019 spelat som proffs i olika europeiska klubbar.